# Jinonice (métro de Prague)
Jinonice est une station de métro à Prague, en Tchéquie. Située sur la ligne B du métro de Prague entre Nové Butovice et Radlická, elle est ouverte depuis le 26 octobre 1988.